# Grodzisko (województwo śląskie)
Grodzisko – wieś w Polsce położona w województwie śląskim, w powiecie kłobuckim, w gminie Wręczyca Wielka. W latach 1975–1998 miejscowość administracyjnie należała do województwa częstochowskiego.
Przez wieś rzepływa rzeka Czarna Oksza (Kocinka), która wpada do Liswarty.

## Historia

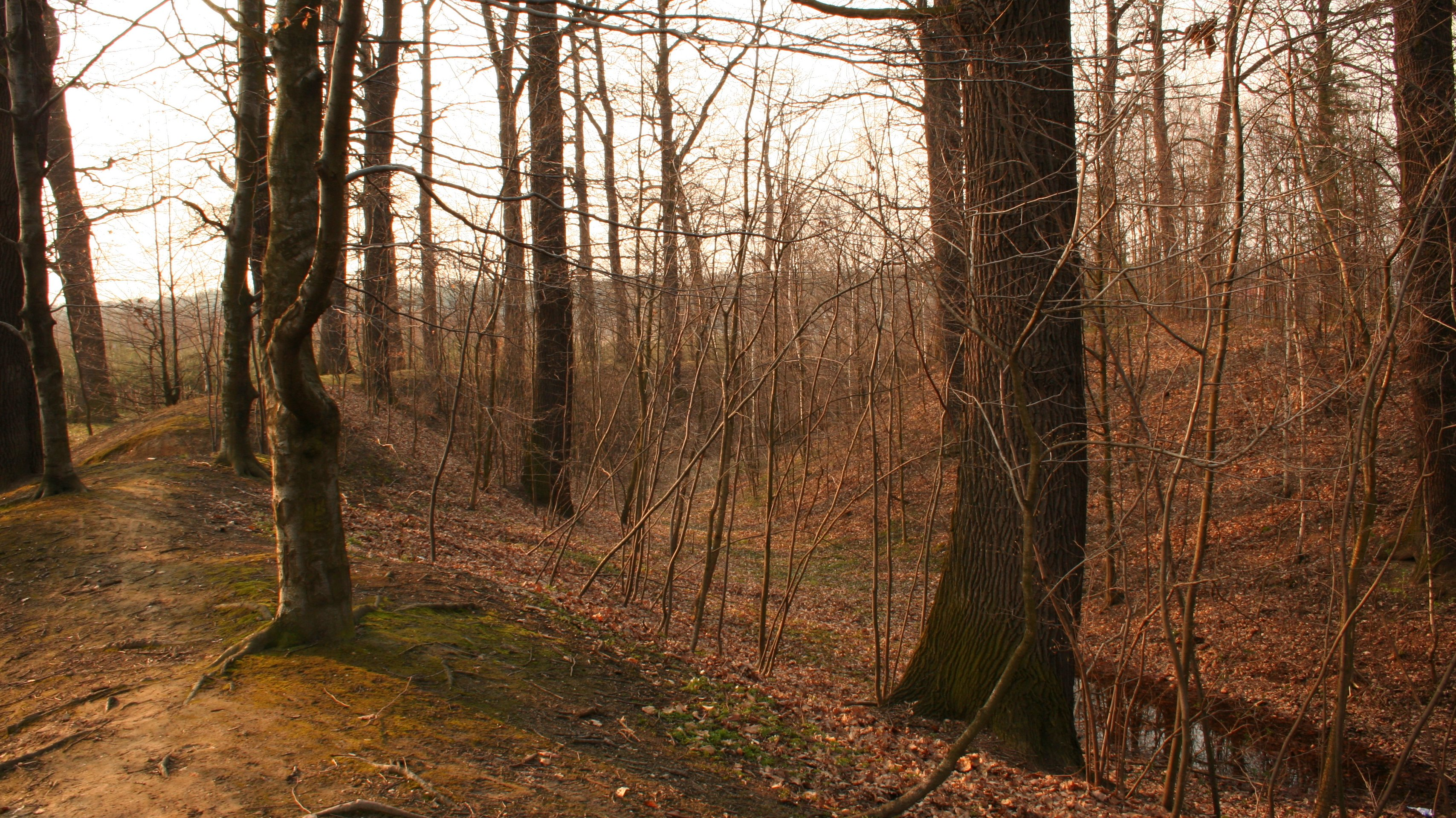
Fragment grodziska z widoczną fosą

W czasach wczesnego średniowiecza teren Grodziska, jak i całej gminy Wręczyca Wielka, pokrywały lasy. Pierwszym dowodem na istnienie osady są pozostałości grodu łowczego książąt krakowskich z XI wieku, o pierścieniowej strukturze, wokół którego, jak i po obu stronach rzeki Czarnej Okszy, ukształtowała się wieś. Od grodu wywodzi się dzisiejsza nazwa miejscowości Grodzisko. Obecnie na pozostałościach grodu istnieje rezerwat przyrody Zamczysko, gdzie znajdują się 200-letnie dęby porastające zachowane fosy i wały obronne. Dobrze zachował się podkowiasty wał zewnętrzny wokół głębokiej fosy i wał wewnętrzny o konstrukcji drewniano-ziemnej, otaczający okrągły majdan wczesnośredniowiecznego grodziska. Legendy i przekazy sugerują, że Grodzisko spłonęło w XII wieku na skutek uderzenia pioruna. Obecnie rezerwat terytorialnie należy do miejscowości Grodzisko.
Osadnictwo wokół terenów miejscowości kształtowało się w procesie wielkiej kolonizacji w okresie XIII-XVI w. W dokumencie wystawionym 27 grudnia 1383 r. w Oleśnie przez Władysława Opolczyka istnieje wzmianka, że wsie Wręczyca, Grodzisko i Szarlejka należały do zamku krzepickiego i stanowiły jego uposażenie. W wieku XVIII utworzono starostwo kłobuckie, w skład którego weszło m.in. Grodzisko. Pod koniec XVIII wieku nastąpiło wiele zmian terytorialnych związanych z okresem rozbiorowym. W okresie Sejmu Czteroletniego Grodzisko weszło w skład powiatu lelowskiego w województwie Krakowskim, po trzecim rozbiorze Polski znalazło się w zaborze pruskim, w 1807 r. należało do terenu Księstwa Warszawskiego a po jego upadku w 1815 r. do Królestwa Polskiego. Od tej pory, aż do odzyskania niepodległości, Grodzisko znajdowało się pod zaborem rosyjskim.
Znaczącym wydarzeniem w historii Grodziska była epidemia cholery w XVIII wieku, która spowodowała śmierć prawie połowy ludności wsi. Na miejscu pochówku ofiar epidemii, na brzegu lasu przy drodze wojewódzkiej nr 492 w kierunku Kłobucka, znajduje się mogiła „Trzy krzyże” upamiętniająca to wydarzenie.
Na terenie wsi już w XIX wieku działała cegielnia. W wieku XIX w okolicach miejscowości Wręczyca, Grodzisko i Pierzchno na okolicznych rzekach na skutek spiętrzenia wody stworzono stawy hodowlane na potrzeby klasztoru jasnogórskiego i kłobuckiego. Ślady grobli przetrwały do dziś.
Przed II wojną światową na terenie Grodziska istniał duży majątek ziemski, który po wojnie został rozparcelowany, a zabudowania przeznaczono na magazyny Gminnej Spółdzielni „Samopomoc Chłopska”. 
Grodzisko leży w Częstochowskim Obszarze Rudonośnym. Funkcjonowała tu kopalnia rudy żelaza "Grodzisko".

## Oświata
W 1927 roku z inicjatywy Polskiego Stronnictwa Ludowego i jednostki Ochotniczej Straży Pożarnej powstała Szkoła Podstawowa. W latach 90. zapadła decyzja o jej likwidacji, jednak mieszkańcy wsi postanowili utrzymać placówkę i założyli Stowarzyszenie na Rzecz Krzewienia Kultury i Oświaty Wsi Grodzisko, które prowadzi szkołę.

## Parafia
Przed rozpoczęciem budowy kościoła w roku 1997 miejscowość należała do parafii pod wezwaniem św. Marcina w Kłobucku. W roku 1946 w kaplicy stworzonej w podworskim spichlerzu chmielowym księża z Kłobucka odprawiali msze święte w niedziele i święta.
Od roku 2001 istnieje parafia pod wezwaniem Apostołów Piotra i Pawła, należąca do Dekanatu Kłobuck.

## OSP Grodzisko
Pierwszą organizacją w historii wsi była jednostka Ochotniczej Straży Pożarnej, która powstała w 1922 roku. Budowę remizy rozpoczęto w roku 1936 lecz na skutek działań wojennych pierwszy budynek powstał dopiero w roku 1955. Na początku lat osiemdziesiątych oddano do użytku budynek piętrowy.